# ایی‌ام‌ام (روان‌گردان)
ایی‌ام‌ام (روان‌گردان) (به انگلیسی: EMM (psychedelic)) با فرمول شیمیایی C۱۳H۲۱NO۳ یک ترکیب شیمیایی است. که جرم مولی آن ۲۳۹٫۳۱۴ g/mol می‌باشد. 